# Still (Bas-Rhin)
Pour les articles homonymes, voir Still.
Still est une commune française située dans la circonscription administrative du Bas-Rhin et, depuis le 1er janvier 2021, dans le territoire de la Collectivité européenne d'Alsace, en région Grand Est.
Cette commune se trouve dans la région historique et culturelle d'Alsace.

## Géographie
Still est une commune de France située en Alsace, dans le canton de Mutzig. Entourée de collines et de prés, elle est un peu à l'écart de l'axe routier principal dans la vallée de la Hasel.
La Stillbach, long de 4,5 km, arrose la commune. C'est un affluent de la Bruche.

### Communes limitrophes
|                            |                  | Flexbourg           |
| Oberhaslach, Niederhaslach | Still (bas-Rhin) |                     |
| Heiligenberg               |                  | Dinsheim-sur-Bruche |

### Hydrographie
La commune est dans le bassin versant du Rhin au sein du bassin Rhin-Meuse. Elle est drainée par le ruisseau Schleithal, le ruisseau Hengstbaechel, le ruisseau l'Englischgraben, le ruisseau Luttenbach, le ruisseau Stillbach et le ruisseau Zweibaechel,.

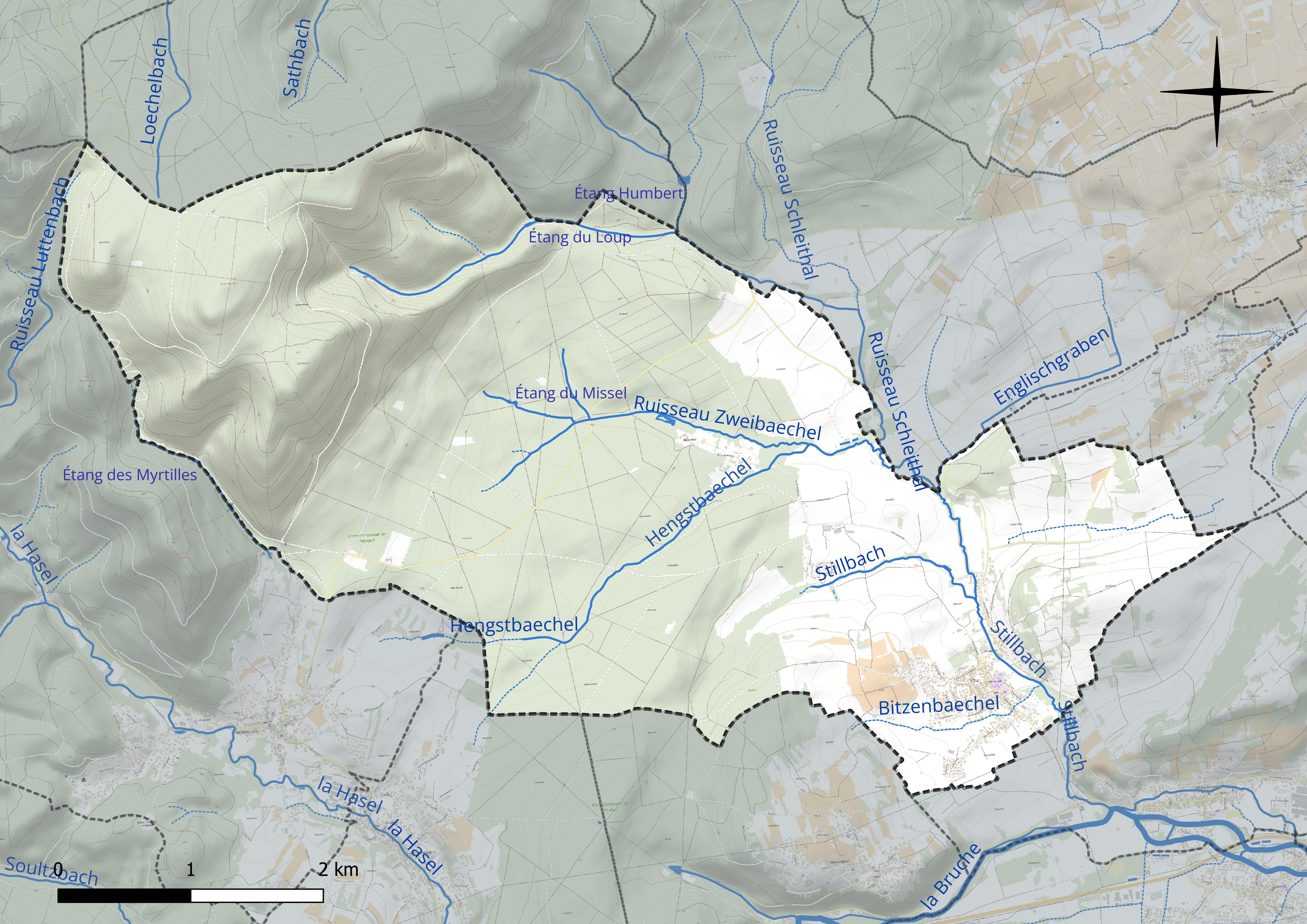
Réseau hydrographique de Still.

Trois plans d'eau complètent le réseau hydrographique : l'étang des Myrtilles, d'une superficie totale de 0 ha (0 ha sur la commune), l'étang du Loup (0 ha) et l'étang du Missel (0,1 ha),.

### Climat
Pour des articles plus généraux, voir Climat du Grand Est et Climat du Bas-Rhin.
En 2010, le climat de la commune est de type climat des marges montargnardes, selon une étude du Centre national de la recherche scientifique s'appuyant sur une série de données couvrant la période 1971-2000. En 2020, Météo-France publie une typologie des climats de la France métropolitaine dans laquelle la commune est exposée à un climat semi-continental et est dans la région climatique  Vosges, caractérisée par une pluviométrie très élevée (1 500 à 2 000 mm/an) en toutes saisons et un hiver rude (moins de 1 °C). 
Pour la période 1971-2000, la température annuelle moyenne est de 10,1 °C, avec une amplitude thermique annuelle de 17,4 °C. Le cumul annuel moyen de précipitations est de 774 mm, avec 9,5 jours de précipitations en janvier et 10,1 jours en juillet. Pour la période 1991-2020, la température moyenne annuelle observée sur la station météorologique de Météo-France la plus proche, « Wangenbourg_sapc », sur la commune de Wangenbourg-Engenthal à 11 km à vol d'oiseau, est de 9,9 °C et le cumul annuel moyen de précipitations est de 1 131,8 mm. 
La température maximale relevée sur cette station est de 36,4 °C, atteinte le 25 juillet 2019 ; la température minimale est de −16,9 °C, atteinte le 7 février 2012,,. 
Les paramètres climatiques de la commune ont été estimés pour le milieu du siècle (2041-2070) selon différents scénarios d'émission de gaz à effet de serre à partir des nouvelles projections climatiques de référence DRIAS-2020. Ils sont consultables sur un site dédié publié par Météo-France en novembre 2022.

## Urbanisme

### Typologie
Au 1er janvier 2024, Still est catégorisée ceinture urbaine, selon la nouvelle grille communale de densité à sept niveaux définie par l'Insee en 2022.
Elle est située hors unité urbaine. Par ailleurs la commune fait partie de l'aire d'attraction de Strasbourg (partie française), dont elle est une commune de la couronne,. Cette aire, qui regroupe 268 communes, est catégorisée dans les aires de 700 000 habitants ou plus (hors Paris),.

### Occupation des sols
L'occupation des sols de la commune, telle qu'elle ressort de la base de données européenne d’occupation biophysique des sols Corine Land Cover (CLC), est marquée par l'importance des forêts et milieux semi-naturels (71,1 % en 2018), une proportion sensiblement équivalente à celle de 1990 (71,4 %). La répartition détaillée en 2018 est la suivante : 
forêts (71,1 %), zones agricoles hétérogènes (9,5 %), terres arables (7,9 %), prairies (5,2 %), cultures permanentes (3,6 %), zones urbanisées (2,7 %). L'évolution de l’occupation des sols de la commune et de ses infrastructures peut être observée sur les différentes représentations cartographiques du territoire : la carte de Cassini (XVIIIe siècle), la carte d'état-major (1820-1866) et les cartes ou photos aériennes de l'IGN pour la période actuelle (1950 à aujourd'hui).

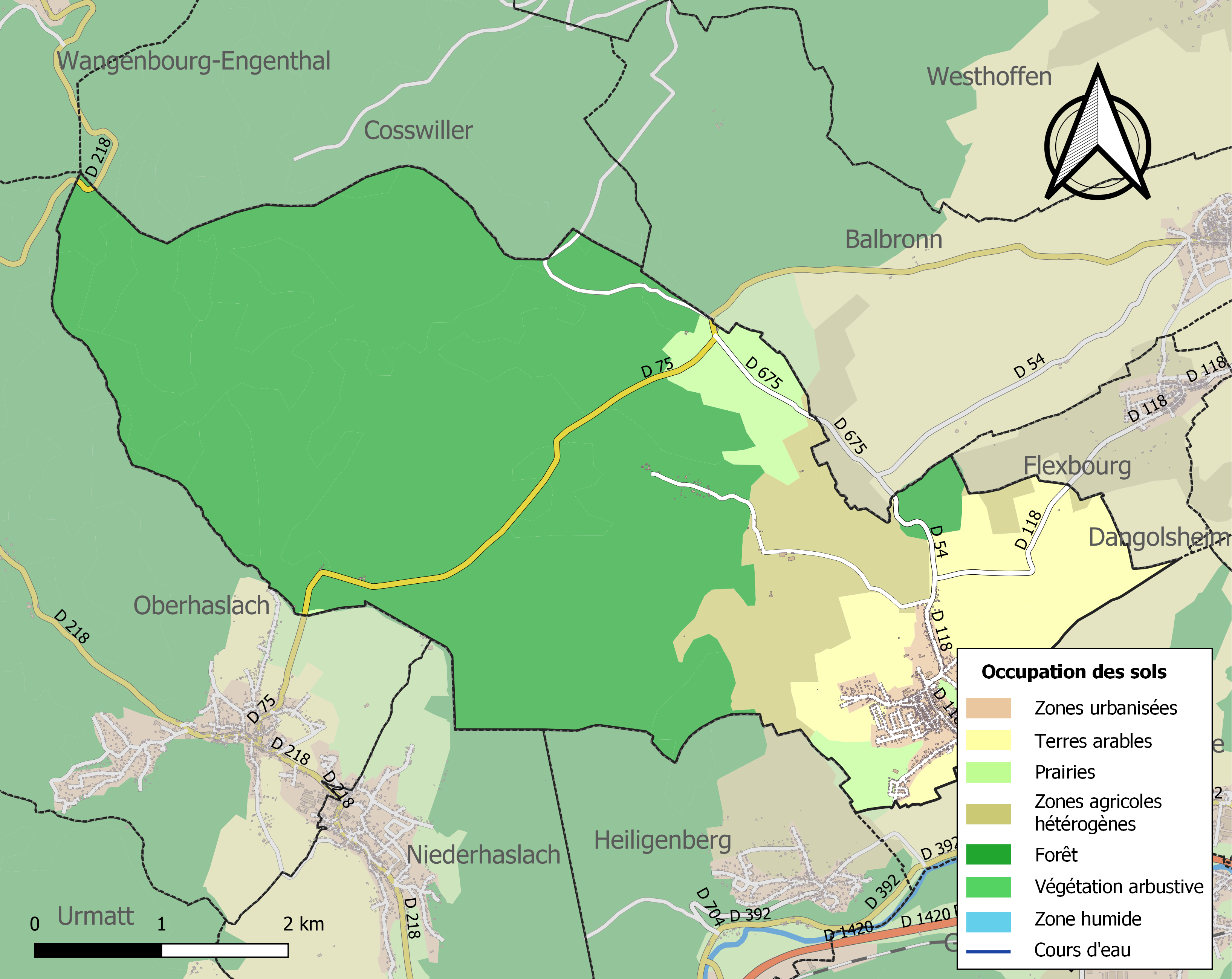
Carte des infrastructures et de l'occupation des sols de la commune en 2018 (CLC).

## Toponymie
Le nom de la localité représente un des nombreux cas de transfert du nom d'un ruisseau à celui du lieu : La Stillbach. La phonie du nom a évolué au fil du temps : Stilla en 773, puis Stille selon des mentions de 1156 et 1464.

## Histoire
Still a appartenu à l'évêché de Strasbourg jusqu'en 1789.

## Politique et administration

### Administration municipale
Le conseil municipal de la commune est composé de 19 membres, dont le maire, Alexandre Gonçalves.

### Liste des maires
| Période                                  | Période                       | Identité            | Étiquette | Qualité                            |
| ---------------------------------------- | ----------------------------- | ------------------- | --------- | ---------------------------------- |
| Les données manquantes sont à compléter. |                               |                     |           |                                    |
| mars 2001                                | mars 2008                     | François Widloecher |           |                                    |
| mars 2008                                | mars 2014                     | Maurice Boehler     |           | Enseignant, ancien premier adjoint |
| mars 2014                                | mai 2020                      | Laurent Hochart     |           | Dirigeant d'une société de conseil |
| mai 2020                                 | En cours (au 19 janvier 2021) | Alexandre Gonçalves | EELV-LÉ   | Chargé de missions                 |

### Jumelages
| Still Oberwolfach |

Depuis le 15 août 1965, la commune de Still est jumelée à celle d'Oberwolfach, dans le Bade-Wurtemberg, en Allemagne.

## Population et société

### Démographie
L'évolution du nombre d'habitants est connue à travers les recensements de la population effectués dans la commune depuis 1793. Pour les communes de moins de 10 000 habitants, une enquête de recensement portant sur toute la population est réalisée tous les cinq ans, les populations de référence des années intermédiaires étant quant à elles estimées par interpolation ou extrapolation. Pour la commune, le premier recensement exhaustif entrant dans le cadre du nouveau dispositif a été réalisé en 2008.

En 2022, la commune comptait 1 799 habitants, en évolution de −0,28 % par rapport à 2016 (Bas-Rhin : +3,17 %, France hors Mayotte : +2,11 %).
| 1793 | 1800 | 1806 | 1821  | 1831  | 1836  | 1841  | 1846  | 1851  |
| ---- | ---- | ---- | ----- | ----- | ----- | ----- | ----- | ----- |
| 878  | 858  | 960  | 1 181 | 1 275 | 1 281 | 1 292 | 1 270 | 1 239 |

| 1856  | 1861  | 1866  | 1871  | 1875  | 1880  | 1885  | 1890  | 1895  |
| ----- | ----- | ----- | ----- | ----- | ----- | ----- | ----- | ----- |
| 1 249 | 1 282 | 1 289 | 1 158 | 1 165 | 1 155 | 1 134 | 1 111 | 1 044 |

| 1900  | 1905  | 1910  | 1921  | 2006  | 2008  | 2013  | 2018  | 2022  |
| ----- | ----- | ----- | ----- | ----- | ----- | ----- | ----- | ----- |
| 1 133 | 1 243 | 1 247 | 1 197 | 1 637 | 1 673 | 1 830 | 1 813 | 1 799 |

### Enseignement
Still dépend de l'académie de Strasbourg. Les enfants commencent leur scolarité à l'école maternelle de la commune, qui accueille 71 élèves. Ils la poursuivent à l'école élémentaire communale, qui accueille 121 enfants.

### Sports
Le club de football de la commune, " Still 1930 FC ", classé en Régional 3 (8e division), est considéré comme l'un des « petits poucets » des 32e de finale de la Coupe de France de football 2017-2018.

### Cultes
Les pratiquants de l'église catholique se réunissent à l'église Saint-Mathias de la commune.

## Culture locale et patrimoine

### Lieux et monuments
- L'église Saint-Mathias : construite au XIXe siècle, l'église catholique abrite un baptistère gothique du XVe siècle, inscrit sur la liste des Monuments historiques par arrêté du 28 juillet 1937[27],[28]. Elle a été rénovée en 2008.

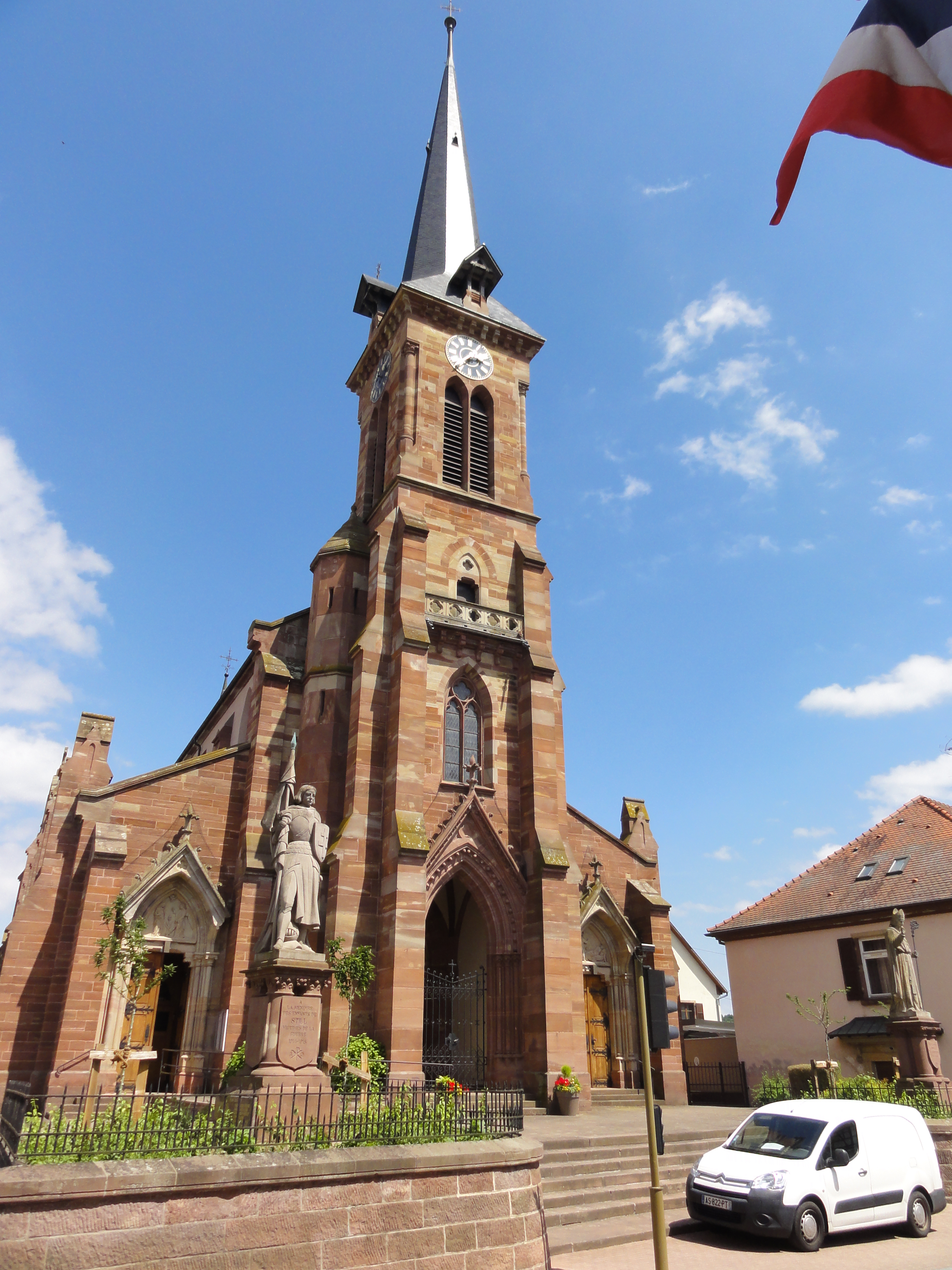
Église Saint-Mathias.
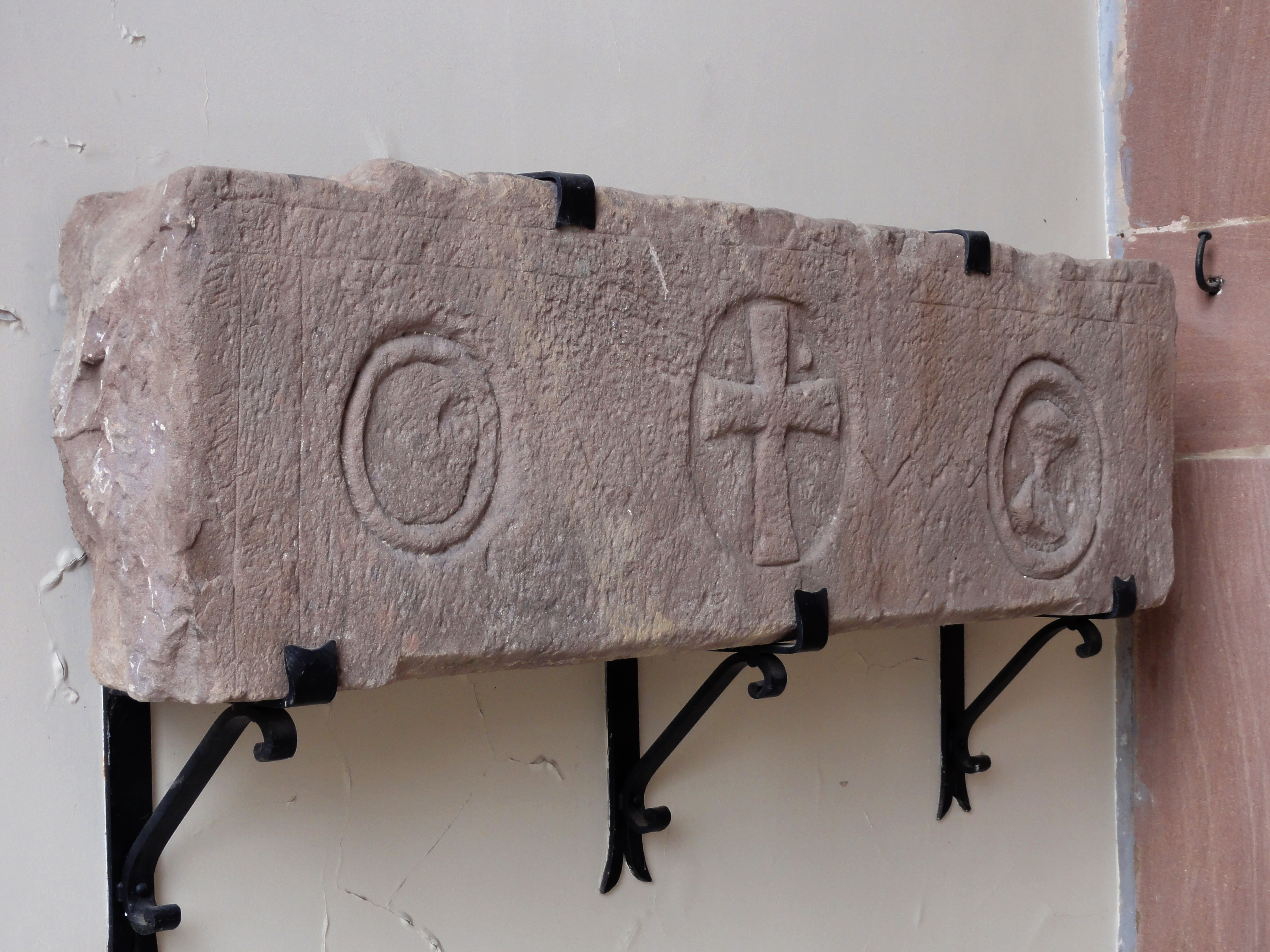
Linteau roman de l'ancienne église romane (XIIe).
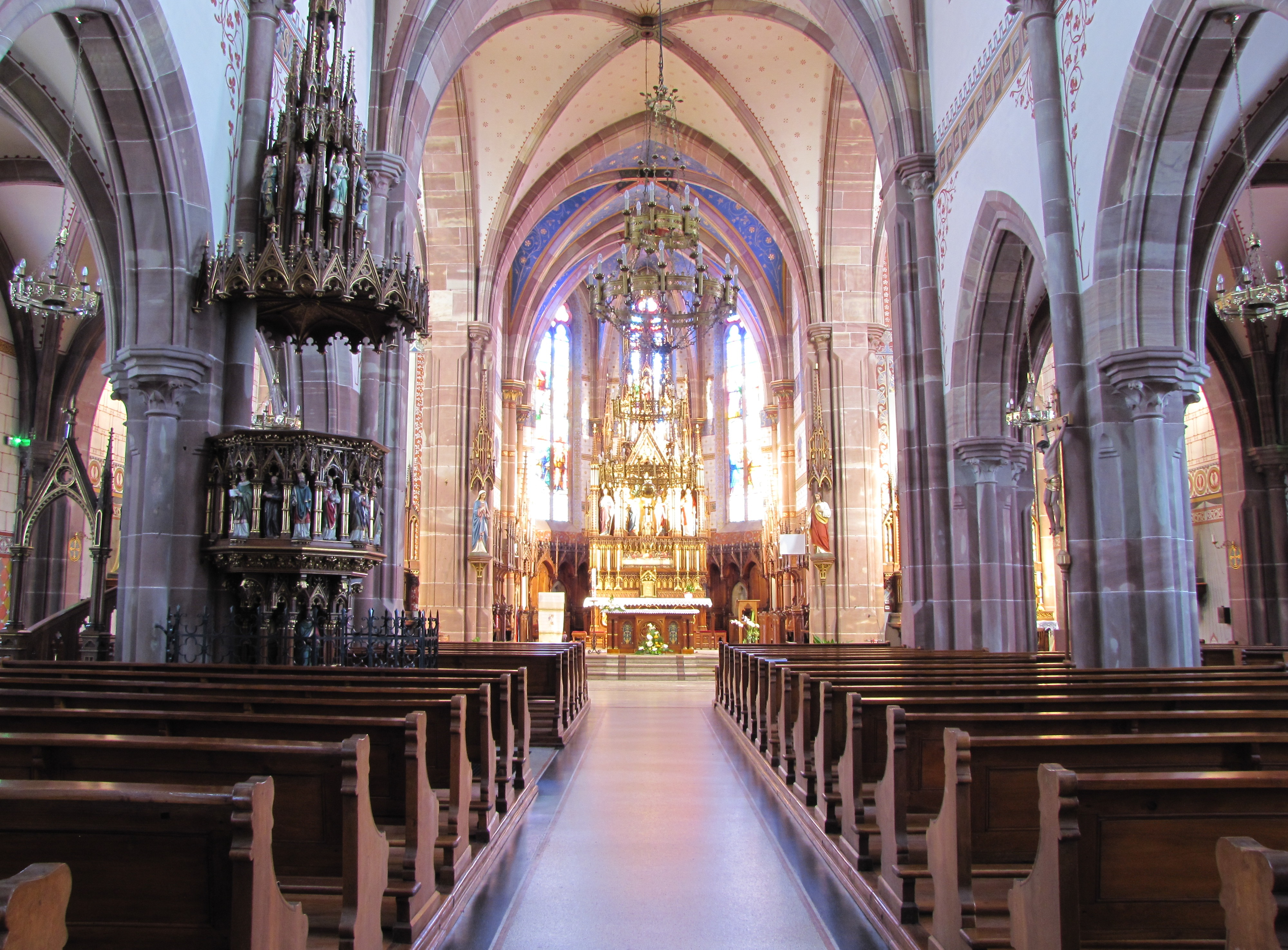
Vue intérieure de la nef vers le chœur.
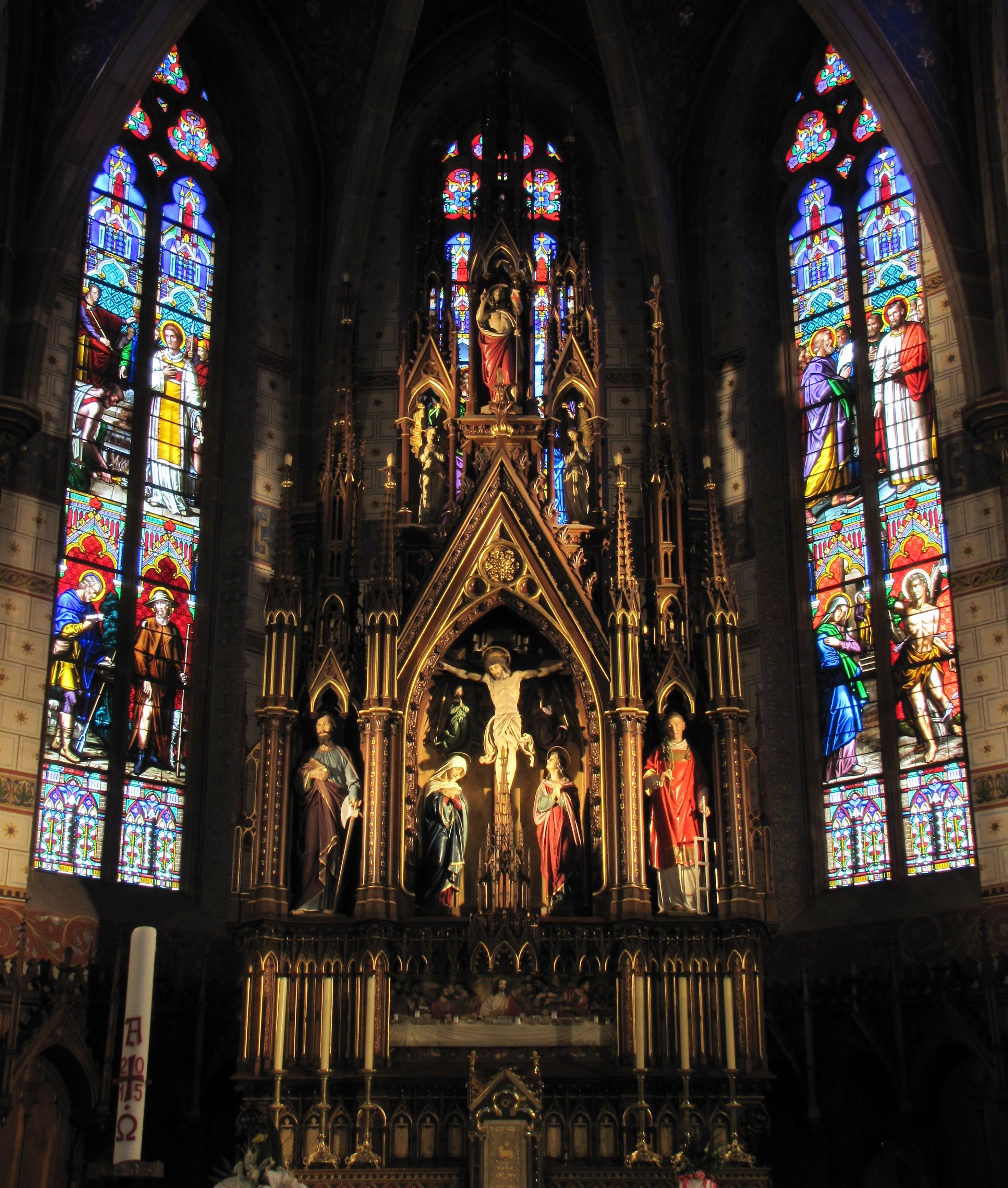
Chœur avec verrières et maître-autel (XIXe).
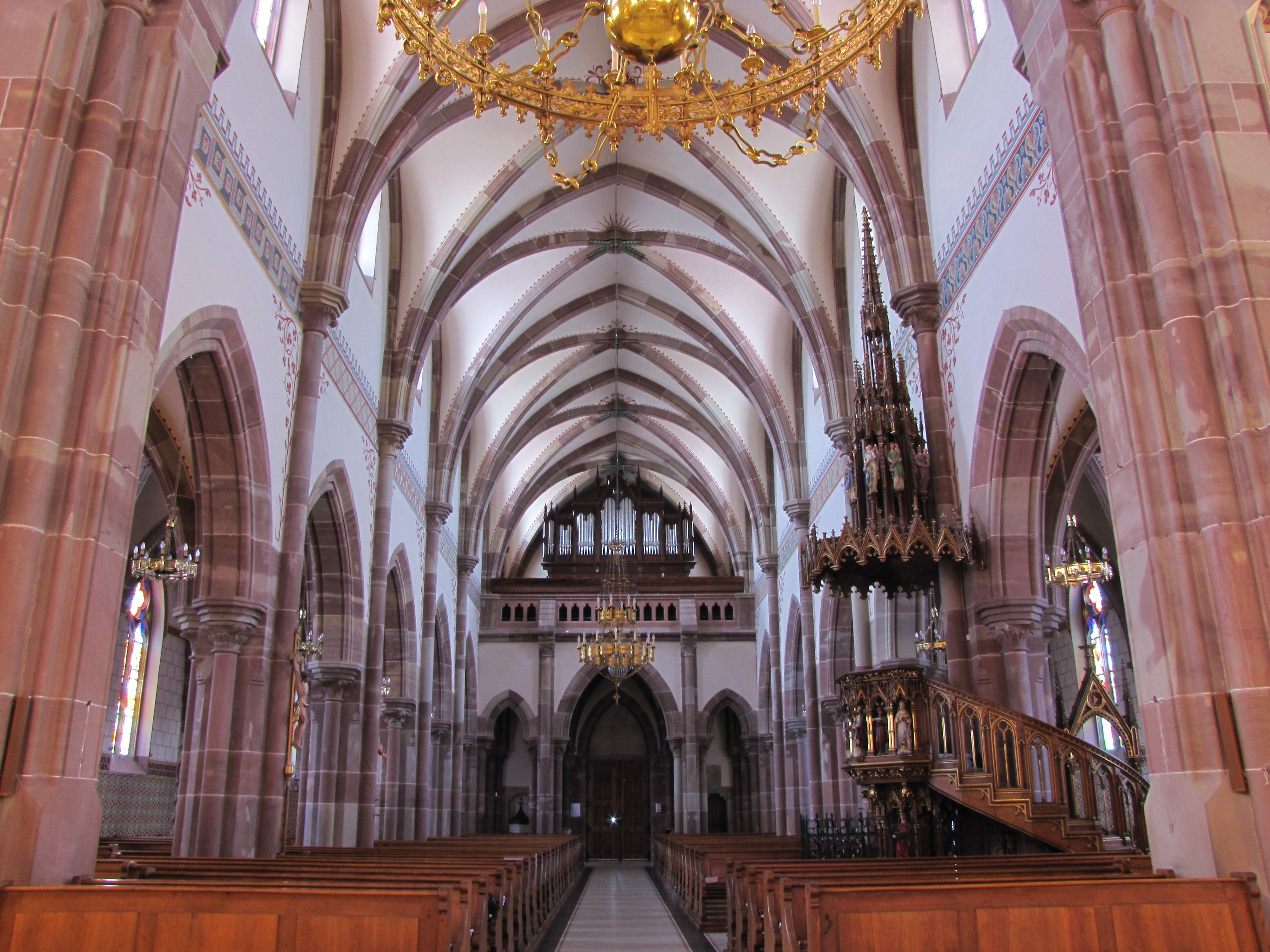
Vue intérieure de la nef vers la tribune d'orgue.
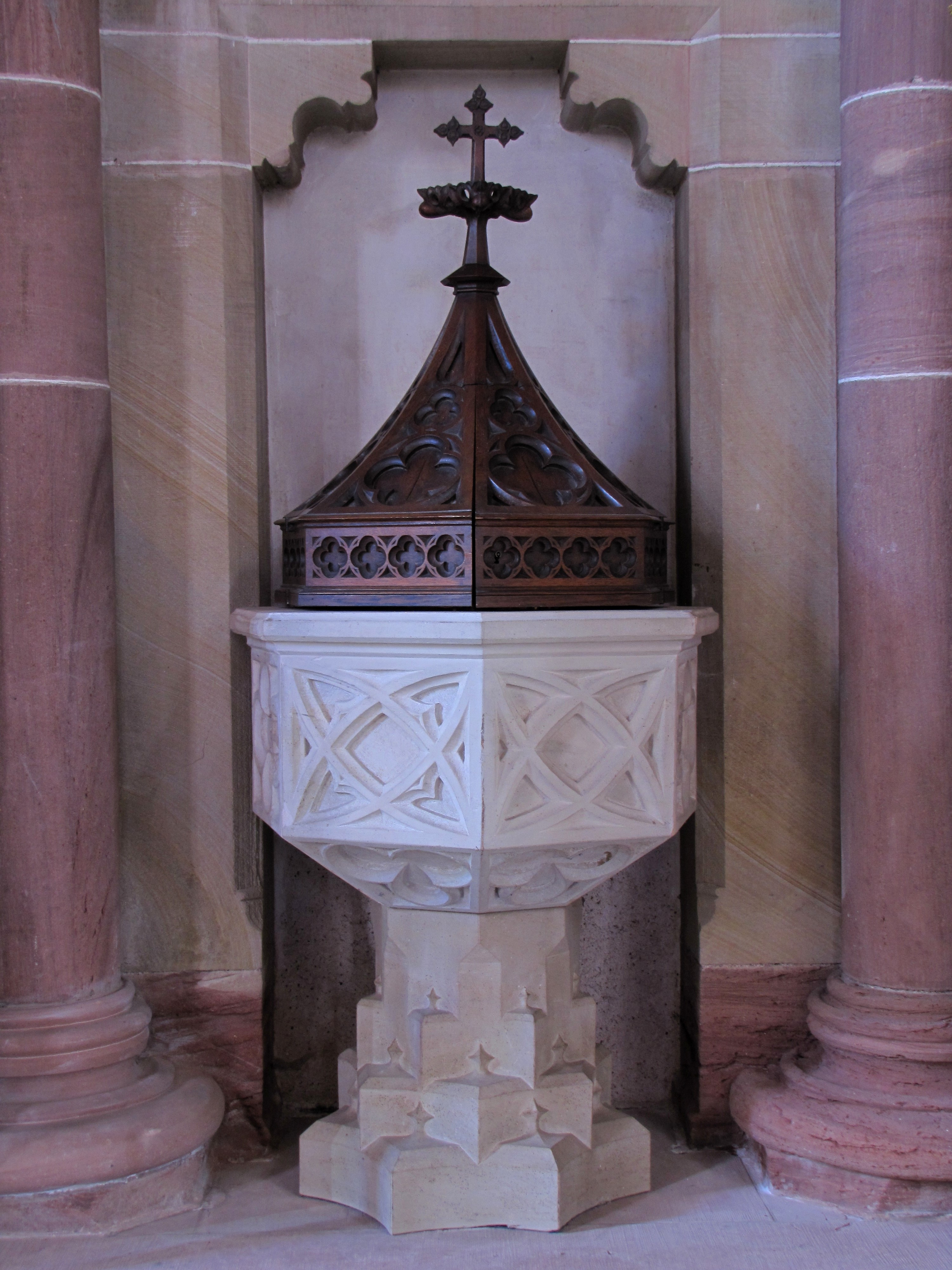
Fonts baptismaux (XVe-XVIe-XXe).

- Le Mont Calvaire : chemin de croix de Still : plusieurs bas-reliefs polychromes représentent la Passion du Christ. Ce chemin de croix construit en 1789 a été classé par arrêté du 18 octobre 1983[29],[30].

- L'Institut des Aveugles : fondé en 1895, l’Institut des Aveugles est un établissement spécialisé qui a longtemps assuré l’éducation, la formation scolaire et professionnelle de jeunes aveugles. Il accueille aujourd'hui exclusivement des adultes. L'Institut des Aveugles fait partie de l'Association Adèle de Glaubitz[31].
- La tuilerie-briqueterie Sonntag : fondée en 1720, cette tuilerie a d'abord été une tuilerie communale avant d'appartenir à la famille Sonntag. Fermée en 1960 et laissée en quasi-abandon jusqu'en 2006, elle fait aujourd'hui l'objet de travaux de mise en valeur et de rénovation. Bâtiments, machines et un des derniers fours Hoffmann en Alsace sont ouverts à la visite deux fois par an[32].
- La maison forestière de Haslach : datant de 1899, cette bâtisse a été construite selon la volonté de Guillaume II qui souhaitait un pavillon de chasse.

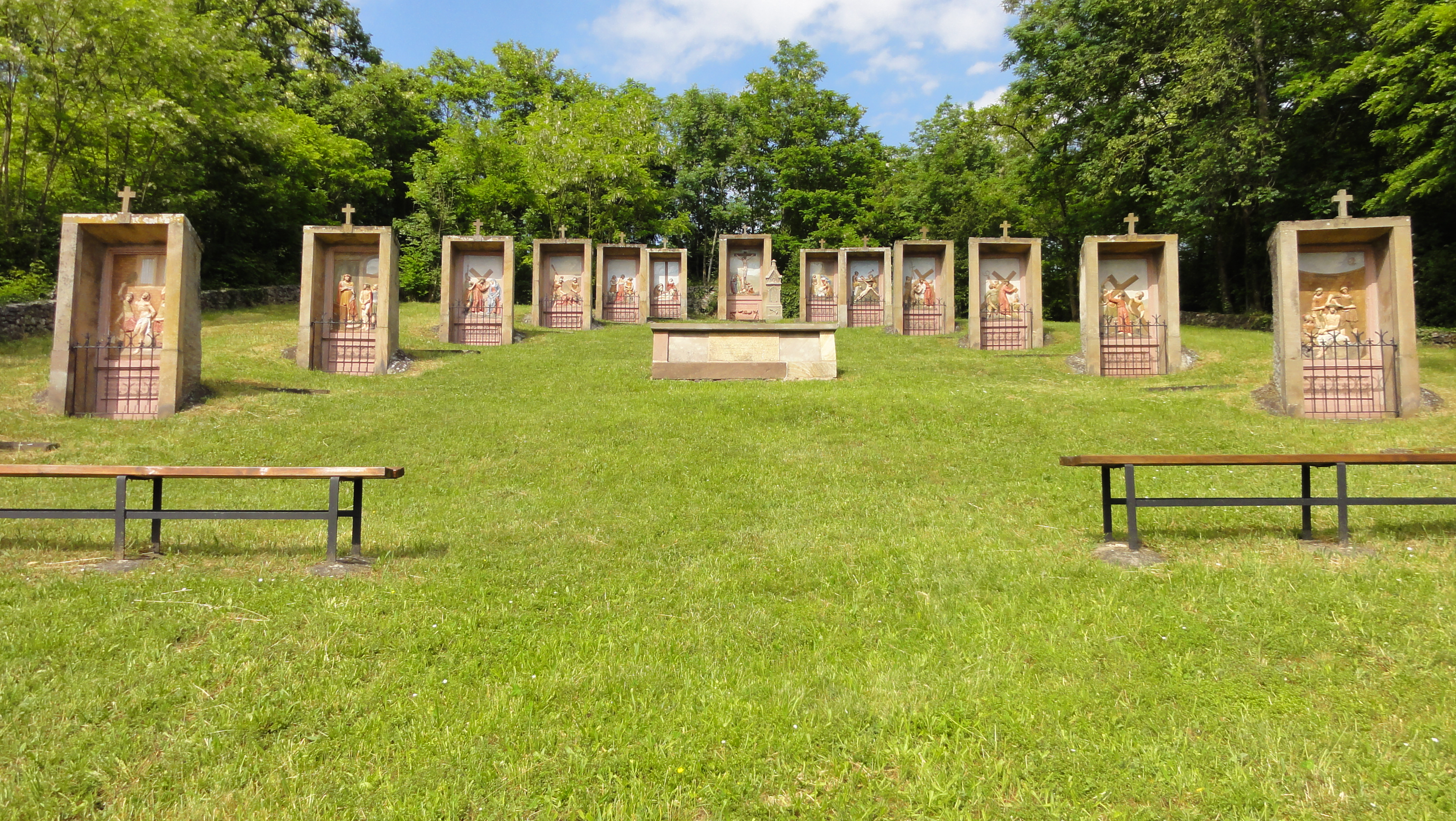
Mont Calvaire (XVIIIe).
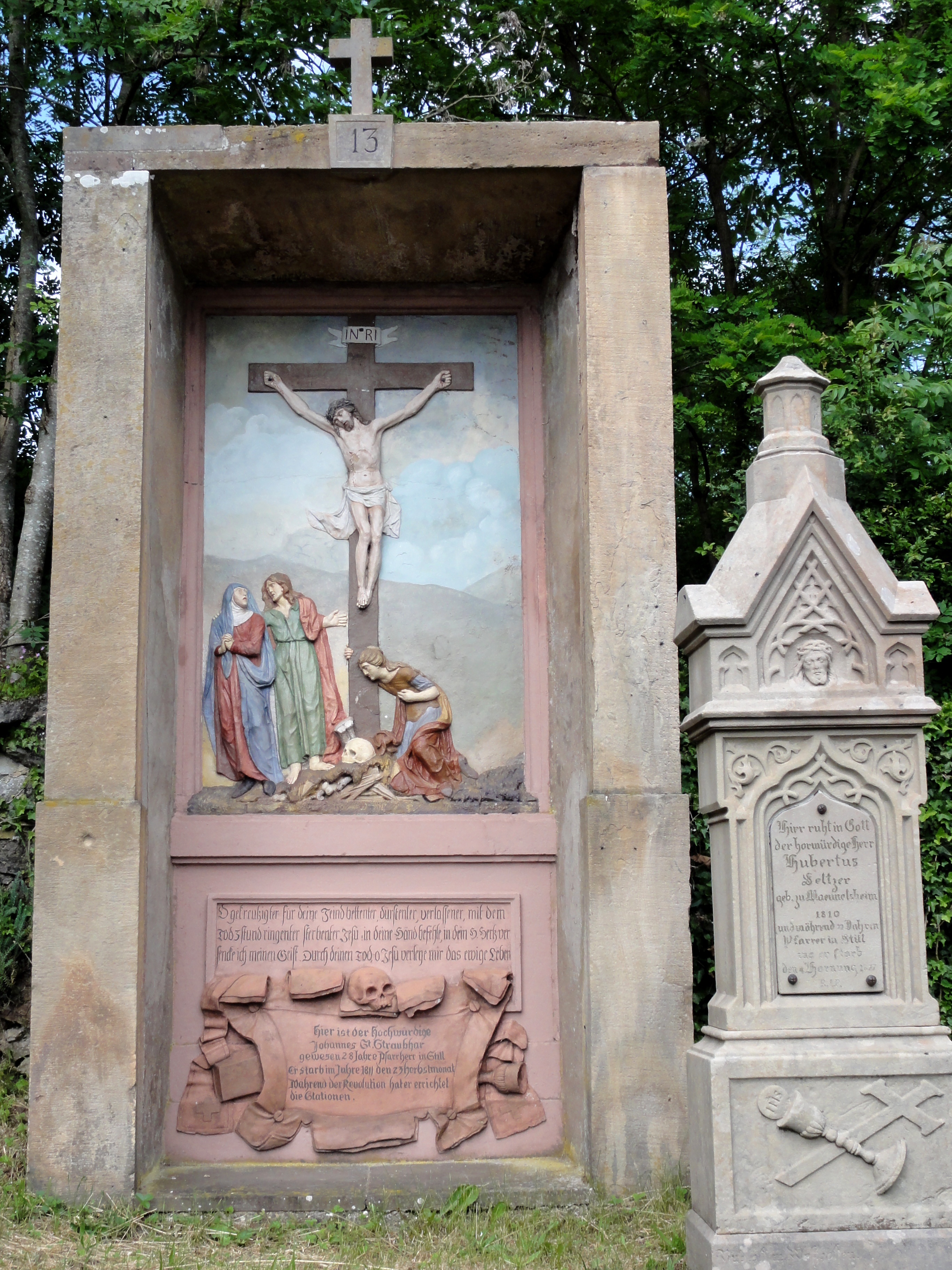
Mont Calvaire (XVIIIe) : station 13.
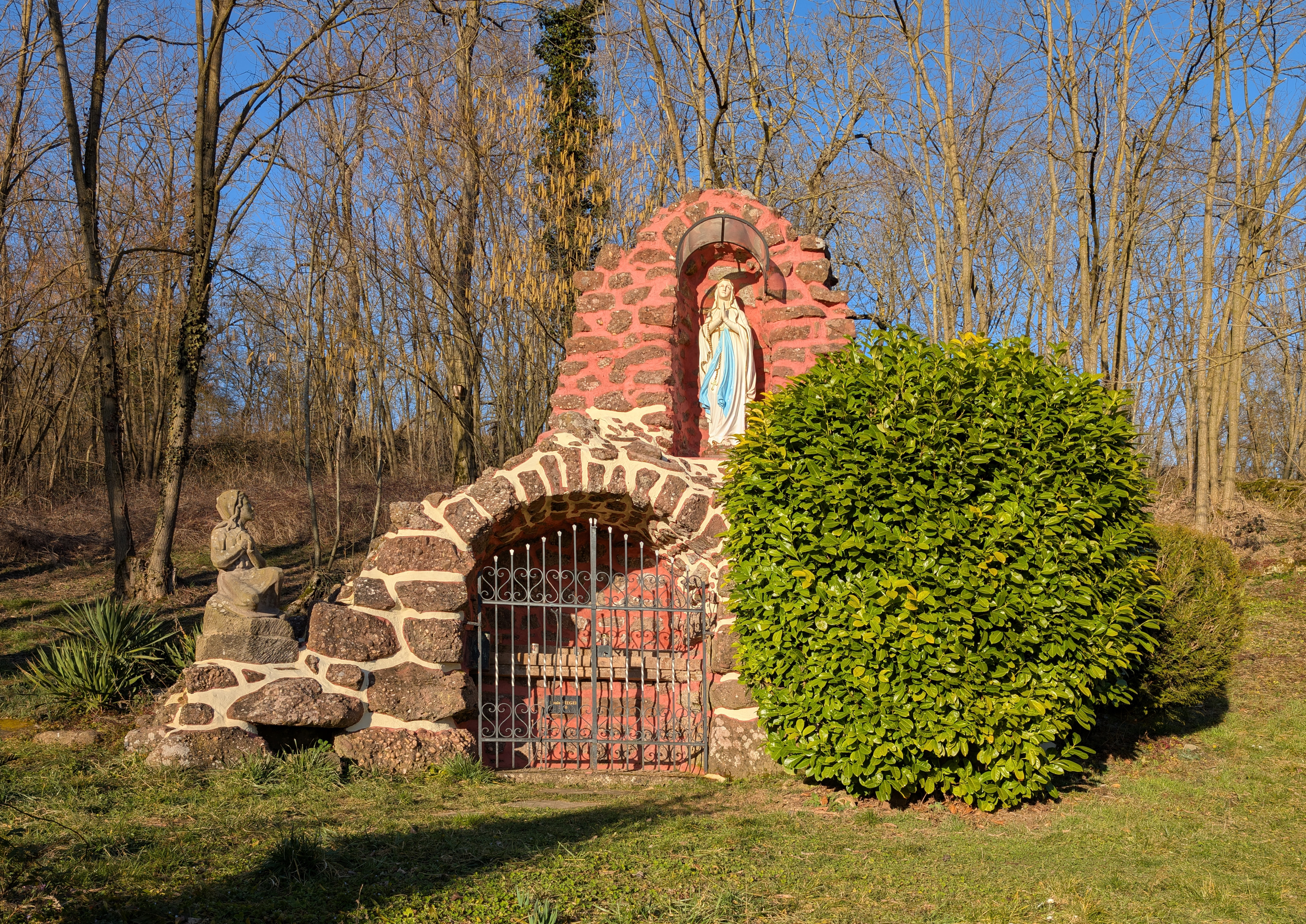
Grotte de Lourdes.
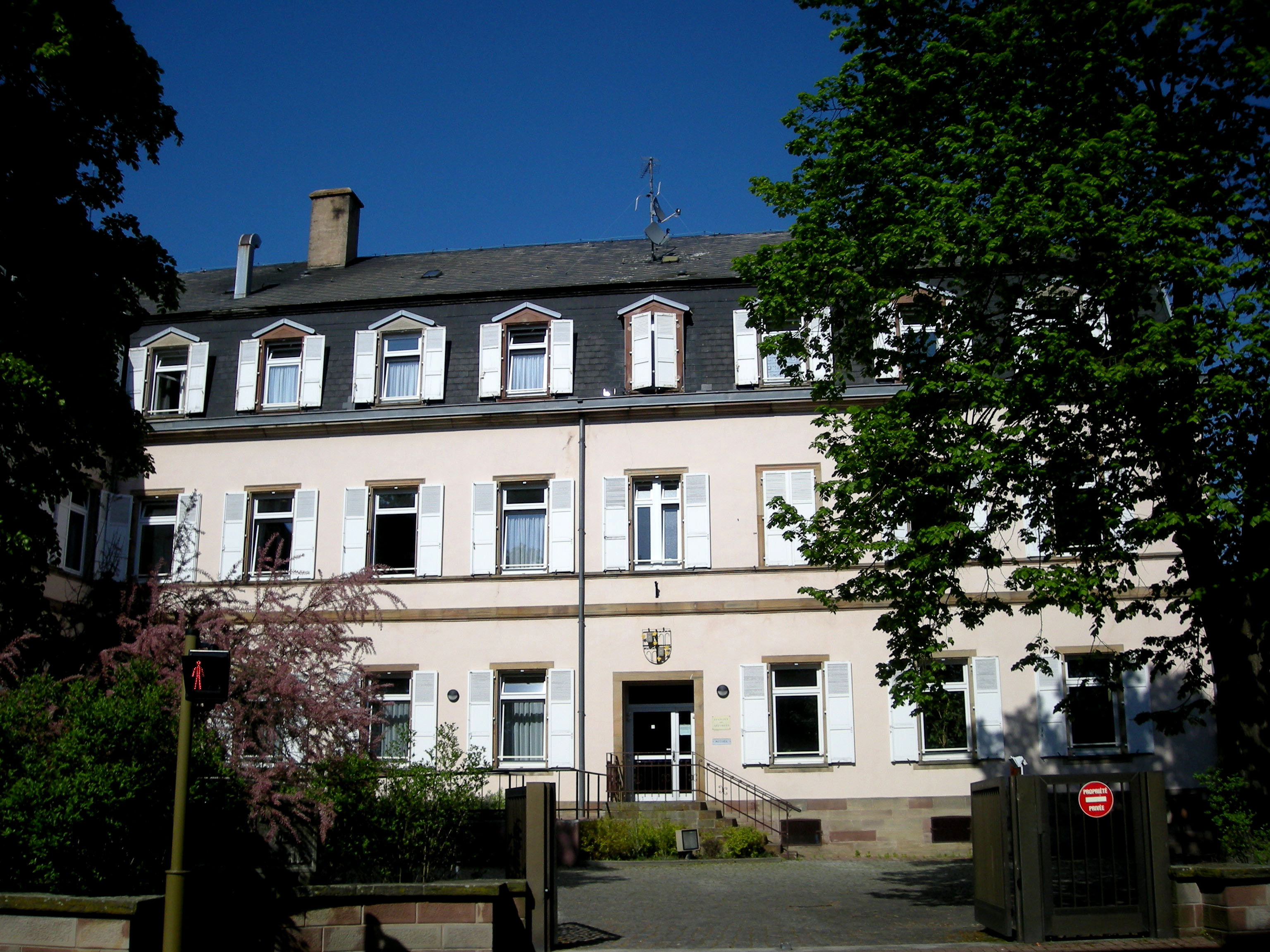
L'Institut des Aveugles.
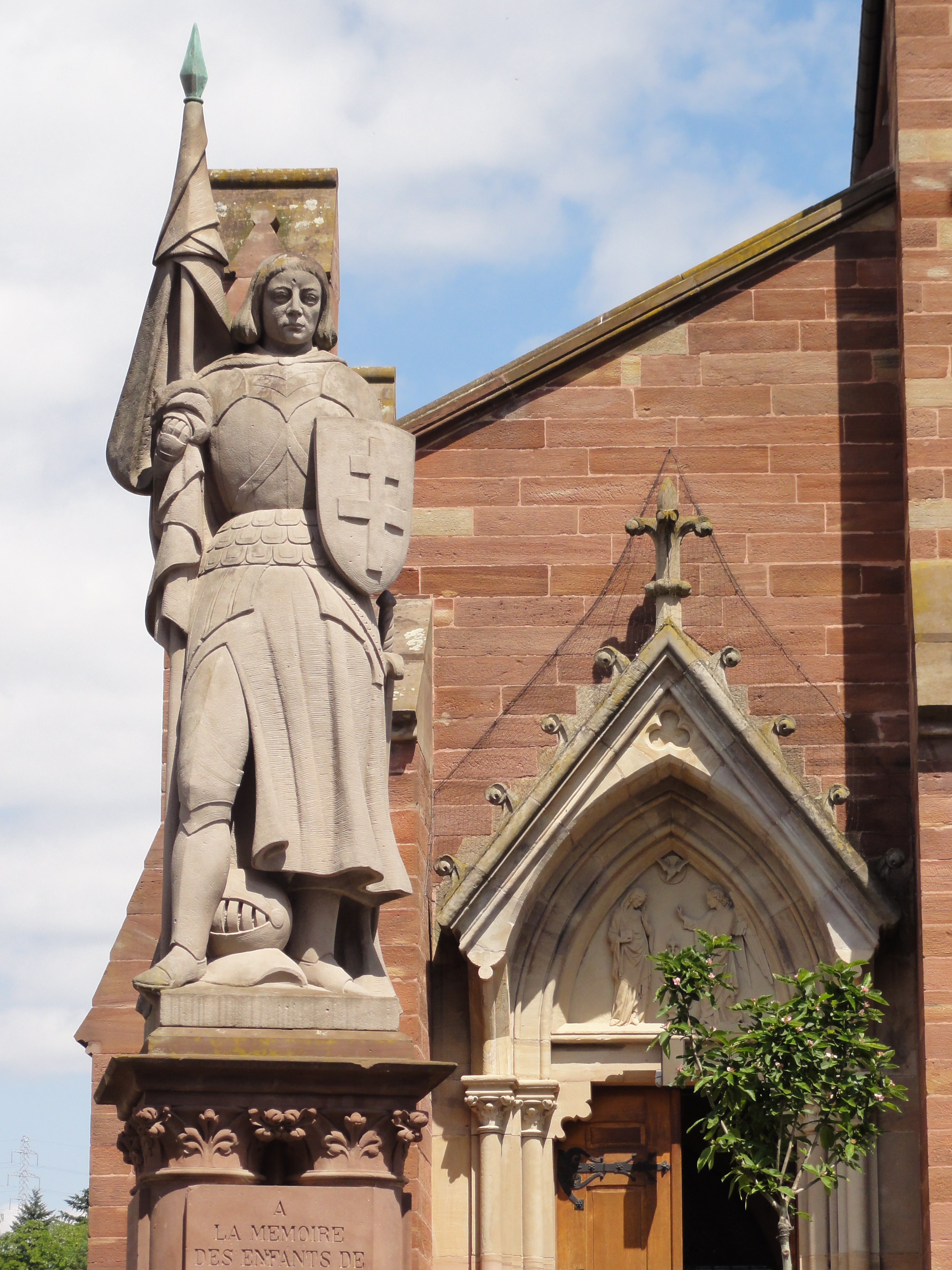
Monument aux morts (1947), Grand'Rue.
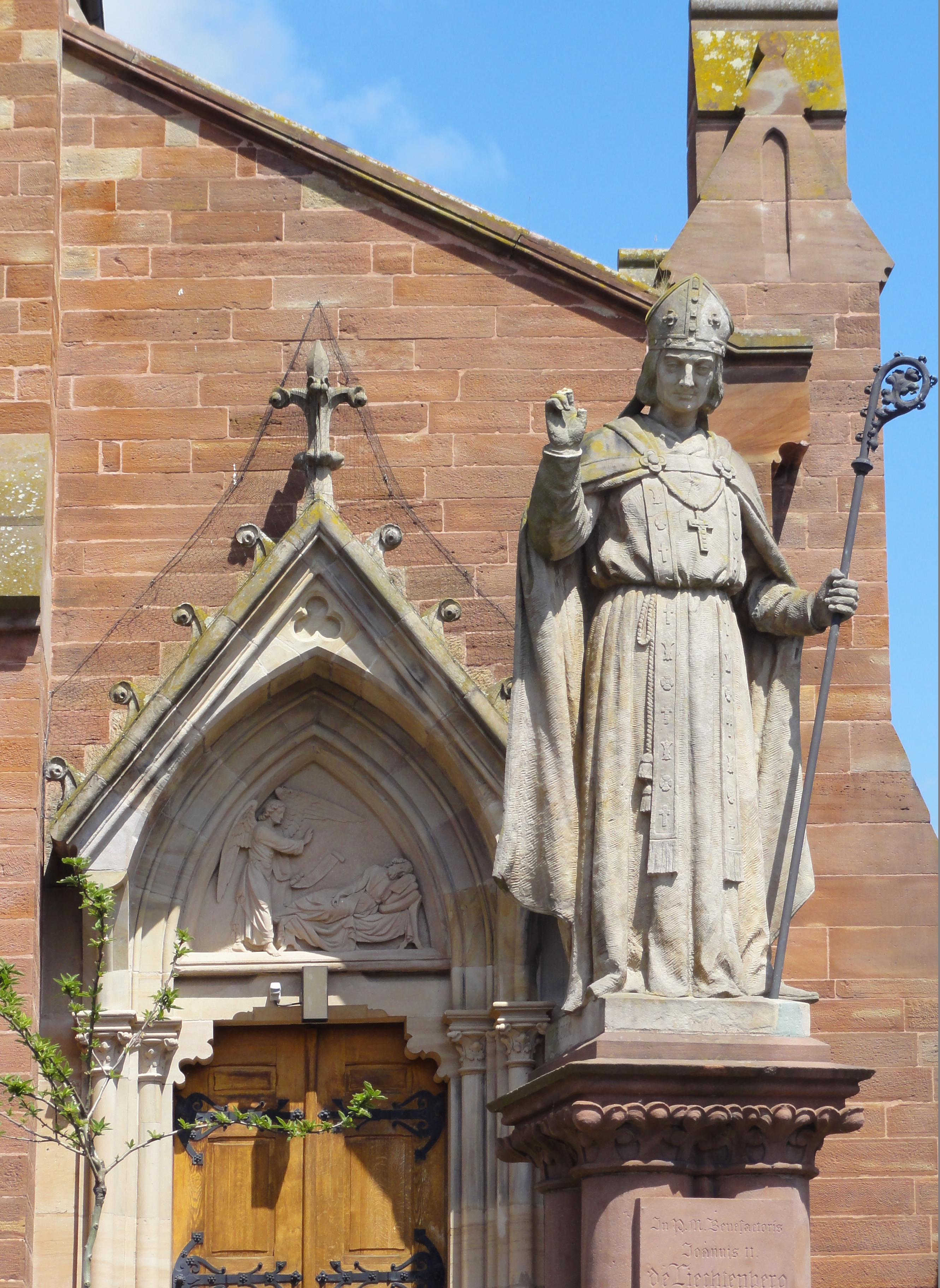
Monument commémoratif avec statue de Jean II de Lichtenberg (1905), Grand'Rue.
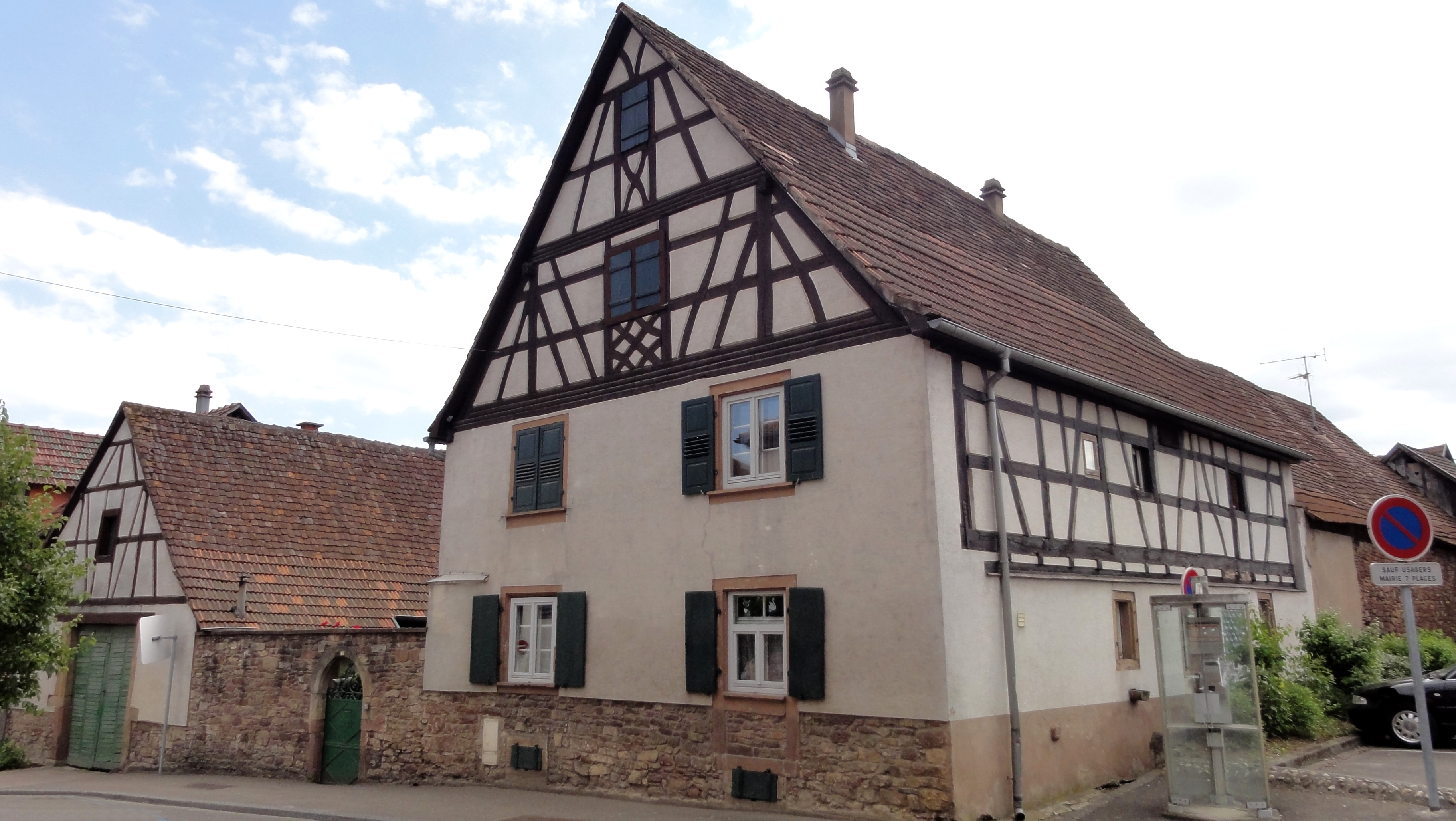
Ferme (XVIIe-XVIIIe), 32 Grand'Rue.

### Héraldique
| Blason de Still (Bas-Rhin) | Blason  | De gueules aux deux pals d'argent. |
| Blason de Still (Bas-Rhin) | Détails |                                    |